# Gianluca Mancini
Gianluca Mancini (* 17. April 1996 in Pontedera) ist ein italienischer Fußballspieler. Der Innenverteidiger steht bei der AS Rom unter Vertrag und ist Nationalspieler.

## Vereinskarriere
Mancini spielte in seiner Jugend für Valdarno Calcio und später für die AC Florenz. Für dessen U 19 war er bis 2015 aktiv, ehe er für ein Jahr zu Perugia Calcio ausgeliehen wurde. Nach Ende der Leihe wurde er von Perugia fest verpflichtet. Im Januar 2017 sicherte sich Atalanta Bergamo für ca. 300.000 Euro die Dienste des Innenverteidigers. Gleichzeitig wurde auch der Torwart Alessandro Santopadre, der Sohn des Vorsitzenden von Perugia, Massimiliamo Santopadre, für eine Million Euro verpflichtet. Beide Spieler wurden nach dem Kauf bis zum Saisonende zurückverliehen. Die Staatsanwaltschaft beschuldigte die beiden Vereine später in einem Prozess, in dem die AC Florenz als Kläger und Geschädigter auftrat, der Manipulation der Verkaufspreise. Mancinis Marktwert sei deutlich höher, Santopadres Marktwert niedriger gewesen, als es die Verkäufe suggerierten. Der AC Florenz hatte 2016 einen Vertrag mit Perugia geschlossen, der ihn im Falle eines Weiterverkaufs an der Transfersumme beteiligt hätte. Die Vereine und die Vorsitzenden wurden im Juli 2018 freigesprochen.
Ab dem Sommer 2017 stand Mancini im Kader von Atalanta Bergamo. Seinen ersten Einsatz in der Serie A hatte er am 24. September 2017 (6. Spieltag) beim 1:1 gegen seinen Ex-Club AC Florenz, als er in der 25. Minute den verletzten Rafael Tolói ersetzte. Seinen ersten Treffer in der höchsten italienischen Spielklasse erzielte er am 4. Februar 2018 beim 1:0 gegen Chievo Verona. In der Saison 2017/18 kam er bei insgesamt elf Spielen zum Einsatz, davon absolvierte er drei über die volle Distanz. Am 10. Spieltag der Saison 2018/19 erzielte Mancini beim 3:0-Sieg gegen Parma Calcio einen Treffer und bereitete einen weiteren vor.
Im Juli 2019 wurde er vom Ligakonkurrenten AS Rom für die Saison 2019/20 ausgeliehen. Der Verein verpflichtete sich dabei zugleich, Mancini zur Saison 2020/21 dauerhaft zu übernehmen. In der Saison 2021/22 gewann er mit dem Verein die Conference League. In der Folge verlängerte der Verein im Juli 2022 seinen Vertrag bis zum Ende der Saison 2026/27.

## Nationalmannschaft
Mancini bestritt 13 Spiele für die italienische U-21-Auswahl. Sein Debüt gab er am 1. September 2017 beim 0:3 im Freundschaftsspiel gegen Spanien. 2018 wurde er für das Spiel gegen die USA erstmals in die Italienische Nationalmannschaft einberufen, blieb jedoch ohne Einsatzminuten. Beim Spiel gegen Liechtenstein am 26. März 2019 schien er erstmals in der Startelf auf und absolvierte seither weitere 11 Einsätze.

## Erfolge
- Gewinn der Conference League: 2021/22